# Eriopyga desnuda
Eriopyga desnuda là một loài bướm đêm trong họ Noctuidae.